# Handball-Landesliga Bayern 2003/04
Die Handball-Landesliga Bayern 2003/04 wurde unter dem Dach des „Bayerischen Handballverbandes“ (BHV) organisiert, sie ist die zweithöchste Spielklasse des bayerischen Landesverbandes und wird hinter der Bayernliga als fünfthöchste Liga im deutschen Ligensystem geführt.

## Saisonverlauf
Meister der Landesliga Nord wurde die HG Kunstadt und Meister der Südgruppe war der TSV Aichach. Beide Clubs waren damit auch direkt für die Bayernliga 2004/05 qualifiziert. Die Aufstiegsrelegation gewann der SC Freising, der als dritter Aufsteiger nachrückte.

### Modus
Die in Gruppe Nord und Süd eingeteilte Liga bestand aus je 12 Mannschaften. Es wurde eine Hin- und Rückrunde gespielt. Platz eins jeder Gruppe war Staffelsieger und Direktaufsteiger in die Bayernliga. Die zweiten Plätze spielten in einer Relegation den dritten Aufsteiger aus. Die Platzierungen zehn bis zwölf jeder Gruppe waren Direktabsteiger.

Bereich des „Bayer. Handballverbandes“ (BHV)

## Teilnehmer
Nicht mehr dabei waren die Aufsteiger der Vorsaison TSV Lohr, ASV Cham, Kissinger SC und je drei Absteiger aus der Nord- und Südgruppe. Neu dabei waren die Absteiger aus der Bayernliga VfL Waldkraiburg, TSV Niederraunau, HSG Fichtelgebirge und der HC Erlangen II. Dazu kamen sechs Aufsteiger aus den Bezirksligen.

### Aufstiegsrelegation
Die Relegation gewann der SC Freising.